# 間下このみ
間下 このみ（ました このみ、1978年4月27日 - ）は、日本の写真家・女優・タレント。東京都葛飾区出身。1980年代にドラマ・バラエティ・CM・舞台などを中心に活躍した人気子役。中学入学後、学業を優先し芸能活動を自粛するが、2004年から女優、タレントおよび写真家として活動を再開。愛称は「このみちゃん」。

## 来歴
2歳になった1980年頃、近所にすむ幼馴染みがモデル事務所に所属することになり、その幼馴染みの母親が間下の母親に「（このみも）一緒に入らないか」と誘ったことがきっかけとなり事務所に所属する。
ブレイク前には不二家ネクターのCMで江川卓と共演している。
1983年、山手線内でスカウトされ、キッコーマンのインスタント玄米雑炊「ガンバレ! 玄さん」のCMに出演。CMソングを歌い間違えて照れ笑いをする愛くるしい姿が注目され、一躍国民的子役スターの座を射止める。ちなみに、そのテイクは現場ではNGとして処理されたものであり、間下はOKテイクが放映されるものと思っていたという。間下人気も相まって「ガンバレ! 玄さん」は品切れになるほど大ヒットし、翌年には別バージョンもオンエアされた。
1984年、TBS系学園ドラマ「スクール☆ウォーズ」に滝沢賢治（演：山下真司）と妻・節子（演：岡田奈々）の娘・滝沢ゆかり役で出演。愛嬌たっぷりで表情豊かな演技を披露した。また、橋田壽賀子の「大家族」（芸術座）で、5歳にして初舞台を踏む。この他に舞台『西友ミュージカル「アリババvs40人の大盗賊」』の座長を8歳で務める。
CMモデルや演技を求められる子役以外にも、タレントとしてバラエティ番組にも数多く出演した。中でもフジテレビ「所さんのただものではない!」ではレギュラーを6年間務め、「委員長」の愛称で人気者になる。1985年から放送されたフジテレビスポーツニュース番組「スポーツ特Q」ではメインMCを担当（当時7歳）。また、歌手としてもキャベッジパッチキッズ（キャベツ畑人形）のキャンペーンソング「キャベツ畑の子供たち」や「夢をたべるレストラン」などをリリースしている。ただし親の教育方針で、学校にはほぼ毎日通いながら芸能活動をしていた。
人気子役として多忙な日々を送っていたが、ギャラは歩合制ではなく月給制だったため、決して裕福ではなかったという。当時「リッチだなあ」と思ったのは、仕事が終わった後にファミリーレストランで食事をすることくらいで、移動に使用する自家用車も比較的安い国産車だったという（女性セブンより）。
1985年、松下電器産業電子レンジ「エレック」のCMで、ACC全日本CMフェスティバルのタレント賞を受賞。
その後もコンスタントにタレント活動を続けていたが、私立中学入学を機に学業を優先し、芸能活動を自粛した。高校2年時頃、将来の仕事について考えるようになる。間下の父は以前よりカメラ撮影を趣味にしており、その様子を間近で見ていた間下自身も自己表現方法のひとつとして興味を抱いていたことから、写真家になる進路を選んだ。高校卒業後、専門学校東京ビジュアルアーツ写真学科に進学。専門学校卒業後、より写真の世界を追求するためアメリカへ単身留学。帰国後、女優活動を再開するとともに、写真作家としての活動も積極的に展開する。
2005年2月には写真作家としてビジュアルブック「届かなかったラヴレター あの空の向こう SPECIAL EDITION」を出版。写真書籍として異例のヒットを記録。

### 結婚・出産、難病、離婚
写真の仕事を通して知り合った11歳年上の男性に「あなたのお嫁さんになりたいな」と間下の方からプロポーズし、2004年6月、25歳の時に結婚。2006年4月、自身のホームページ上で妊娠を明らかにしていたが、同年5月に6カ月で死産する。
2006年10月23日に再び妊娠5カ月であることを公表すると同時に、自身が難病（特定疾患）の「抗リン脂質抗体症候群」に罹患していることを告白。罹患が判った時、それを扱ったブログが当時は1つしかなく、この病気がいかに知られていないかを痛感した。オフィシャルHPブログでの公表（2006年10月23日）以降多くのメディアが不育症、抗リン脂質抗体症候群を取り上げ、広く知られるようになり、習慣性流産、血栓症などを引き起こす病気について啓発に努めている。
血栓予防の注射を毎日打ち続けるなど闘病を続ける中、同じく特定疾患である「全身性エリテマトーデス」の症状も併発。2007年2月に母子の安定を確保するため予定日よりも約1カ月早く緊急入院して安静を保った。3月16日午後2時57分、全身麻酔、帝王切開で女児（2,155グラム）を出産。3月29日、娘と一緒に出産記者会見が行なわれた。
2007年11月16日、書籍『ママになりたい… 〜ハイリスク出産を越えて〜 / たまご日記 〜ちいさな命の記録〜』を夫と共著で出版。「たまご日記」は病気が発覚した日から夫がSNSに残していた実録日記。同11月18日に出版会見が行なわれた。2013年2月22日には、同書が新たな加筆を加え『新版 ママになりたい… 〜ハイリスク出産を越えて / たまご日記 〜ちいさな命の記録』として講談社から発刊されるとともに、NHKでドラマ化されることが公表された（タイトルは『ママになりたい…』）。
2024年3月に離婚が成立していたことを、2025年3月16日に自身のブログにて報告した。この日、娘が成人したことにともなっての発表であった。

## エピソード
- 愛犬家・愛猫家としても知られ連載多数。自宅と実家には犬が3頭（ウェルシュ・コーギー・ペンブローク、ミニチュアダックスフント、雑種）、猫が4匹（マンチカン、チンチラ、雑種・うち1匹は留学先であるアメリカのアニマルシェルターで譲り受ける）。愛玩動物飼養管理士の資格をもっている[9]。

## 出演

### テレビドラマ
- 東芝日曜劇場「炎のオムレツ」（1984年、TBS）
- スクール☆ウォーズ（1984年 - 1985年、TBS） - 滝沢ゆかり 役
- 月曜ドラマランド（フジテレビ）
  - ビートたけしのこにくらじいさん（1984年）
  - ママをたずねて三千里（1986年） - 主演
  - あしながおじさん（1986年）
  - 小公女セーコ（1986年） - 主演
  - キョンシーズ 霊幻道士 今よみがえる魔界伝説!（1987年） - 主演
- 花王名人劇場「現代夫婦事情 女房よわれに帰れ!」（1985年、関西テレビ） - ももこ 役
- 裸の大将放浪記 第15話（1985年3月24日、フジテレビ）
- 火曜サスペンス劇場「旅路・パパずっと一緒にいたい」（1985年、日本テレビ）
- シャボン玉ママといたずら天使たち（1985年、フジテレビ）
- 金曜劇場「ニッポン親不孝物語」（1985年、日本テレビ） - 大川さゆり 役
- 金曜おもしろバラエティ「ぼくたちアダルトKIDS」（1985年、フジテレビ）
- 木曜ドラマストリート「恐怖のドライブ」（1986年、フジテレビ）
- ザ・ハングマンV「みなしご小学生が大金持ちにさせられる!」（1986年、テレビ朝日） - のぞみ 役
- 水曜ドラマスペシャル「付き添い婦物語」（第1作・第2作）（1986年・1987年、TBS）
- サンタにあいたい!間下このみオーロラの国 大冒険!!（1986年、テレビ朝日） - 主演
- 料理ドラマシリーズ（テレビ東京）
  - パパこげてるョ!（1987年）
  - OH!キッチン家族（1988年）
  - 夢通りエプロン亭（1989年）
- キスより簡単（1987年、フジテレビ） - 泉ふうこ 役
- カネボウヒューマンスペシャル「脳死をこえて」（1988年、日本テレビ）
- 機動刑事ジバン（1989年 - 1990年、テレビ朝日） - 五十嵐まゆみ 役
- 刑事・鬼貫八郎 （第1作-第9作）（1993年3月9日 - 1999年4月27日、日本テレビ） - 鬼貫真奈美 役
- プレミアムドラマ「ママになりたい…」（2013年4月24日、NHK BSプレミアム）

### 番組
- 夜はタマたマ男だけ!!（1985年、フジテレビ）
- 所さんのただものではない!（1985 - 1991年、フジテレビ）
- スポーツ特Q（1985 - 1986年、フジテレビ） - MC
- 夕やけニャンニャン（1985年、フジテレビ） ※木曜日担当
- 笑っていいとも!（1985年7月 - 9月、フジテレビ） ※火曜日担当
- ヨソで言わんとい亭〜ココだけの話が聞ける（秘）料亭〜（2016年7月1日、テレビ東京）

### CM
- 花王「ニュービーズ」
- 不二家「ネクター」
- キッコーマン「がんばれ！玄さん」
- 任天堂「ディスクシステムゼルダの伝説」
- 任天堂「スーパーマリオブラザーズ2」
- 任天堂「リンクの冒険」
- 松下電器産業「エレック」 ACC全日本CMフェスティバルのタレント賞受賞
- ロッテ「アイスクリーム」
- デルモンテ「トマトケチャップ」
- 東京電力「深夜電力給湯器」
- ツムラ「日本の名湯シリーズ」
- クリネックス「ソフィット」
- 国鉄「南紀ビーチ割引きっぷ」
- ブックローン「ぺんたくん」

### 映画
- 瀬戸内少年野球団・青春篇 最後の楽園（1987年、監督：三村晴彦）
- 恋子の毎日 演出：久世光彦 原作：ジョージ秋山（1986年、カノックス）
- パンツの穴 花柄畑でインプット（1985年、東映、監督：小平裕）
- 機動刑事ジバン 大爆発!!恐怖の怪物工場（1989年、監督：小西通雄）

## 作品

### 音楽
| 発売年 | レーベル         | 規格品番            | 面 | タイトル                   | 備考                                                                                        |
| ------ | ---------------- | ------------------- | -- | -------------------------- | ------------------------------------------------------------------------------------------- |
| 1984年 | キングレコード   | K07Z-1              | A  | キャベツ畑の子供たち       | キャベッジパッチキッズ（キャベツ畑人形）のキャンペーンソング。 「間下このみと子供たち」名義 |
| 1984年 | キングレコード   | K07Z-1              | B  | キャベツ畑の誕生パーティー |                                                                                             |
| 1988年 | トーラスレコード | 07TR-1187 10TX-5012 | A  | 夢をたべるレストラン       | テレビ東京系『OH!キッチン家族』エンディングテーマ。                                         |
| 1988年 | トーラスレコード | 07TR-1187 10TX-5012 | B  | ハローグッバイ涙くん       |                                                                                             |

### 写真家
- 作品
  - 『届かなかったラヴレター あの空の向こう SPECIAL EDITION』 - 間下このみ・写真、届かなかったラヴレター発刊委員会編 文芸社 2005年
  - 『新版 ママになりたい…〜ハイリスク出産を越えて/たまご日記〜ちいさな命の記録〜』 - 間下このみ・ゆう　著 講談社 2013年

- 連載
  - 『間下このみの愛のハンドル』 / Yahoo!縁結び（Yahoo! JAPAN）
  - 『お悩み相談 えんむすび寺』 / Yahoo!縁結び（Yahoo! JAPAN）
  - 『デジカメで ペットと楽しく 間下このみ』 / 東京新聞/中日新聞
  - 『しあわせをぎゅっとつかみとる　妊娠・出産は真剣勝負だっ!!』 / たまごクラブ（ベネッセコーポレーション）
  - 『こちら葛飾区 間下写真館』 / 猫の手帖
  - 『間下このみのHappy Go Lucky』 / CANE（ニューズ出版）
  - 『間下このみのデジカメ写真館』 / わんLOVE（学習研究社）